# Tyrell Terry
Tyrell Nate Terry, né le 28 septembre 2000 à Valley City dans le Dakota du Nord, est un joueur américain de basket-ball évoluant au poste de meneur.

## Biographie
Il joue avec le Cardinal de Stanford en université pendant une saison puis se présente à la draft 2020 où il est attendu vers la fin du premier tour.
Le 27 novembre 2020, il signe un contrat de quatre saisons avec les Mavericks de Dallas. Il est coupé le 15 octobre 2021.
Le 26 décembre 2021, il signe pour 10 jours en faveur des Grizzlies de Memphis.
Le 1er janvier 2022, il signe un contrat two-way en faveur des Grizzlies de Memphis.
Le 15 décembre 2022, il annonce mettre un terme à sa carrière pour des raisons de santé mentale.
Il sort de sa retraite sportive en août 2024 et signe avec le Limoges CSP, club évoluant dans le championnat de France. Après deux matchs, il quitte néanmoins le club limougeaud.

## Statistiques

### Universitaires
Les statistiques en matchs universitaires de Tyrell Terry sont les suivantes :
| Saison    | Équipe   | Matchs | Titul. | Min./m | % Tir | % 3pts | % LF | Rbds/m. | Pass/m. | Int/m. | Ctr/m. | Pts/m. |
| --------- | -------- | ------ | ------ | ------ | ----- | ------ | ---- | ------- | ------- | ------ | ------ | ------ |
| 2019-2020 | Stanford | 31     | 31     | 32,6   | 44,1  | 40,8   | 89,1 | 4,50    | 3,20    | 1,40   | 0,10   | 14,60  |
| Total     |          | 31     | 31     | 32,6   | 44,1  | 40,8   | 89,1 | 4,50    | 3,20    | 1,40   | 0,10   | 14,60  |

### Professionnelles

#### Saison régulières
| Saison    | Équipe | Matchs | Titul. | Min./m | % Tir | % 3pts | % LF | Rbds/m. | Pass/m. | Int/m. | Ctr/m. | Pts/m. |
| --------- | ------ | ------ | ------ | ------ | ----- | ------ | ---- | ------- | ------- | ------ | ------ | ------ |
| 2020-2021 | Dallas | 11     | 0      | 5,1    | 31,3  | 00,0   | 33,3 | 0,50    | 0,50    | 0,50   | 0,00   | 1,00   |
| Total     |        | 11     | 0      | 5,1    | 31,3  | 00,0   | 33,3 | 0,50    | 0,50    | 0,50   | 0,00   | 1,00   |

## Palmarès

### Universitaires
- Pac-12 All-Freshman Team (2020)